# 삼례여자중학교
삼례여자중학교(參禮女子中學校)는 전라북도 완주군 삼례읍에 있었던 공립 중학교이다.

## 학교 연혁
- 1955년 4월 26일 : 개교
- 1978년 9월 5일 : 삼례여중과 삼례여고로 분리 및 현 교사로 이전
- 2019년 2월 13일 : 제62회 졸업 75명 (졸업생 총 누계 8,762명)
- 2019년 3월 1일 : 제26대 김난희 교장 부임
- 2020년 2월 29일 : 폐교 및 삼례중학교와 통합 이전[1], 65년만에 폐업

## 미디어
- 영화 《슈팅걸스》 (2016년)